# Christian Ravn (1844-1926)
 Der er flere personer med dette navn, se Christian Ravn.
Christian Henrik Ravn (født 6. september 1844 på Christianshavn, død 17. august 1926 i Nørre Tvede ved Næstved) var en dansk gårdejer og politiker.
Han var søn af kroejer H. Ravn og opvokset i Jelling fra 1845. Han tog skolelærereksamen i Jelling 1864, var lærer i Sparkjær 1865 og i Borup fra 1870. Han blev afskediget fra lærerembedet af politiske grunde 1885 og samme år dømt for majestætsfornærmelse. Han var sognerådsformand 1874-82, amtsrådsmedlem 1883-1901, Folketingsmand for Mors 1879-95. for Viborgkredsen 1898-1903. for Gudmekredsen fra 1909. Han tilhørte "det forhandlende Venstre". Han var medlem af Finansudvalget 1890-95 og revisor i Den nørrejydske Kreditforening fra 1891.